# Ophiactidae
De Ophiactidae zijn een familie van slangsterren uit de orde Amphilepidida.

## Geslachten
- Hemipholis Lyman, 1865
- Histampica A.M. Clark, 1970
- Ophiactis Lütken, 1856
- Ophiopholis Müller & Troschel, 1842
- Ophiopus Ljungman, 1867